# Червоњано Монтенеро (Сијена)
Червоњано Монтенеро је насеље у Италији у округу Сијена, региону Тоскана.
Према процени из 2011. у насељу је живело 55 становника. Насеље се налази на надморској висини од 317 м.